# 울프 블리처
울프 아이작 블리처(Wolf Isaac Blitzer, 1948년 3월 22일~)는 저널리스트이자 텔레비전 뉴스 앵커이다. 1990년부터 CNN의 기자로 활동하기 시작했으며, 현재 더 시추에이션 룸(en:The Situation Room) 앵커로 활동중이다.
1998년 즈음에 일요일 밤 종합 심층보도 프로그램인 en:Late Edition with Wolf Blitzer를 진행하였고, 2000년 12월 8일, 2005년 8월 5일까지 울프 블리처 리포트(en:Wolf Blitzer Reports)를 진행하였다. 2004년, 2008년, 2012년 미국 대통령 선거에서의 선거 속보 방송에서도 메인 앵커를 담당하였다.